# Nam Thị
Nam Thị (chữ Hán giản thể: 南市区, âm Hán Việt: Nam Thị khu) là một quận thuộc địa cấp thị Bảo Định, tỉnh Hà Bắc, Cộng hòa Nhân dân Trung Hoa. Quận này có diện tích 43 ki-lô-mét vuông, dân số 250.000 người. Khu Liên Trì được hình thành dựa trên việc sáp nhập hai khu Bắc Thị và Nam Thị vào ngày 28 tháng 5 năm 2015.
Mã số bưu chính của quận Nam Thị là 071000. Về mặt hành chính, quận Nam Thị được chia thành 5 nhai đạo và 3 hương.
- Nhai đạo: Liên Minh Lộ, Hồng Tinh Lộ, Du Hoa Lộ, Vĩnh Hoa Lộ, Nam Quan.
- Hương: Nam Đại Viên, Tiêu Trang, Dương Trang.